# Tân Đường thư
| Nhị thập tứ sử | Nhị thập tứ sử | Nhị thập tứ sử              | Nhị thập tứ sử |
| -------------- | -------------- | --------------------------- | -------------- |
| STT            | Tên sách       | Tác giả                     | Số quyển       |
| 1              | Sử ký          | Tư Mã Thiên                 | 130            |
| 2              | Hán thư        | Ban Cố                      | 100            |
| 3              | Hậu Hán thư    | Phạm Diệp                   | 120            |
| 4              | Tam quốc chí   | Trần Thọ                    | 65             |
| 5              | Tấn thư        | Phòng Huyền Linh (chủ biên) | 130            |
| 6              | Tống thư       | Thẩm Ước                    | 100            |
| 7              | Nam Tề thư     | Tiêu Tử Hiển                | 59             |
| 8              | Lương thư      | Diêu Tư Liêm                | 56             |
| 9              | Trần thư       | Diêu Tư Liêm                | 36             |
| 10             | Ngụy thư       | Ngụy Thâu                   | 114            |
| 11             | Bắc Tề thư     | Lý Bách Dược                | 50             |
| 12             | Chu thư        | Lệnh Hồ Đức Phân (chủ biên) | 50             |
| 13             | Tùy thư        | Ngụy Trưng (chủ biên)       | 85             |
| 14             | Nam sử         | Lý Diên Thọ                 | 80             |
| 15             | Bắc sử         | Lý Diên Thọ                 | 100            |
| 16             | Cựu Đường thư  | Lưu Hú (chủ biên)           | 200            |
| 17             | Tân Đường thư  | Âu Dương Tu, Tống Kỳ        | 225            |
| 18             | Cựu Ngũ Đại sử | Tiết Cư Chính (chủ biên)    | 150            |
| 19             | Tân Ngũ Đại sử | Âu Dương Tu (chủ biên)      | 74             |
| 20             | Tống sử        | Thoát Thoát (chủ biên)      | 496            |
| 21             | Liêu sử        | Thoát Thoát (chủ biên)      | 116            |
| 22             | Kim sử         | Thoát Thoát (chủ biên)      | 135            |
| 23             | Nguyên sử      | Tống Liêm (chủ biên)        | 210            |
| 24             | Minh sử        | Trương Đình Ngọc (chủ biên) | 332            |
| -              | Tân Nguyên sử  | Kha Thiệu Mân (chủ biên)    | 257            |
| -              | Thanh sử cảo   | Triệu Nhĩ Tốn (chủ biên)    | 529            |

Tân Đường thư (chữ Hán giản thể: 新唐书; phồn thể: 新唐書) là một sách lịch sử theo thể kỷ truyện trong 24 sách lịch sử Trung Quốc (Nhị thập tứ sử) do Âu Dương Tu thời Bắc Tống chủ biên cùng Tống Kỳ, Phạm Trấn, Lữ Hạ Khanh tham gia vào việc viết và biên soạn vào năm Khánh Lịch thứ 4 (năm 1044), đến tháng 7 năm Chí Hòa nguyên niên (năm 1054) thì hoàn thành.  
Tên gốc ban đầu là Đường thư, người đời sau để phân biệt với Cựu Đường thư của Lưu Hu nhà Hậu Tấn thời Ngũ đại thập quốc nên đổi tên bộ chính sử thành Tân Đường thư.
Tổng cộng có 225 quyển, bao gồm Bản kỷ 10 quyển, Chí 50 quyển, Biểu 15 quyển, Liệt truyện 150 quyển, sách ghi chép lịch sử hưng thịnh và suy vong của nhà Đường bắt đầu từ khi Đường Cao Tổ kiến quốc năm 618 đến khi Đường Ai Đế bị Chu Ôn phế truất năm 907. 